# Joe Willis
Joseph Willis, né le 10 août 1988 à Saint-Louis, est un joueur américain de soccer. Il évolue au poste de gardien de but au Nashville SC, en MLS.

## Carrière
Il signe en décembre 2014 au Dynamo de Houston avec Samuel Inkoom, en échange d'Andrew Driver.
Après cinq saisons au Texas, dont trois comme gardien titulaire, Joe Willis est échangé contre Zarek Valentin, alors tout juste sélectionné par le Nashville SC en provenance des Timbers de Portland dans le repêchage d'expansion du 19 novembre 2019.

## Statistiques
| Saison                | Club                    | Championnat           | Championnat | Championnat | Coupe(s) nationale(s) | Coupe(s) nationale(s) | Compétition(s) continentale(s) | Compétition(s) continentale(s) | Compétition(s) continentale(s) | Séries | Séries | Total | Total |
| Saison                | Club                    | Division              | M.          | B.          | M.                    | B.                    | Comp.                          | M.                             | B.                             | M.     | B.     | M.    | B.    |
| 2011                  | D.C. United             | MLS                   | 3           | 0           | 0                     | 0                     | -                              | -                              | -                              | -      | -      | 3     | 0     |
| 2012                  | D.C. United             | MLS                   | 13          | 0           | 1                     | 0                     | -                              | -                              | -                              | 2      | 0      | 16    | 0     |
| 2013                  | D.C. United             | MLS                   | 9           | 0           | 4                     | 0                     | -                              | -                              | -                              | -      | -      | 13    | 0     |
| 2014                  | D.C. United             | MLS                   | 0           | 0           | 0                     | 0                     | LCC                            | 3                              | 0                              | 0      | 0      | 3     | 0     |
| 2014                  | Richmond Kickers (prêt) | USL Pro               | 18          | 0           | 2                     | 0                     | -                              | -                              | -                              | -      | -      | 20    | 0     |
| Sous-total            | Sous-total              | Sous-total            | 43          | 0           | 7                     | 0                     | -                              | 3                              | 0                              | 2      | 0      | 55    | 0     |
| 2015                  | Houston Dynamo          | MLS                   | 3           | 0           | 3                     | 0                     | -                              | -                              | -                              | 0      | 0      | 6     | 0     |
| 2016                  | Houston Dynamo          | MLS                   | 26          | 0           | 3                     | 0                     | -                              | -                              | -                              | 0      | 0      | 29    | 0     |
| 2017                  | Houston Dynamo          | MLS                   | 11          | 0           | 2                     | 0                     | -                              | -                              | -                              | 0      | 0      | 13    | 0     |
| 2018                  | Houston Dynamo          | MLS                   | 26          | 0           | 2                     | 0                     | -                              | -                              | -                              | 0      | 0      | 28    | 0     |
| 2019                  | Houston Dynamo          | MLS                   | 27          | 0           | 0                     | 0                     | LCC                            | 4                              | 0                              | 0      | 0      | 31    | 0     |
| Sous-total            | Sous-total              | Sous-total            | 93          | 0           | 10                    | 0                     | -                              | 4                              | 0                              | 0      | 0      | 107   | 0     |
| 2020                  | Nashville SC            | MLS                   | 0           | 0           | 0                     | 0                     | -                              | -                              | -                              | 0      | 0      | 0     | 0     |
| Sous-total            | Sous-total              | Sous-total            | 0           | 0           | 0                     | 0                     | -                              | 0                              | 0                              | 0      | 0      | 0     | 0     |
| Total sur la carrière | Total sur la carrière   | Total sur la carrière | 136         | 0           | 17                    | 0                     | -                              | 7                              | 0                              | 2      | 0      | 162   | 0     |

## Palmarès
Il remporte la Lamar Hunt US Open Cup en 2013 avec D.C. United puis en 2018 avec le Dynamo de Houston.